# تولوم (مزمار القربة)

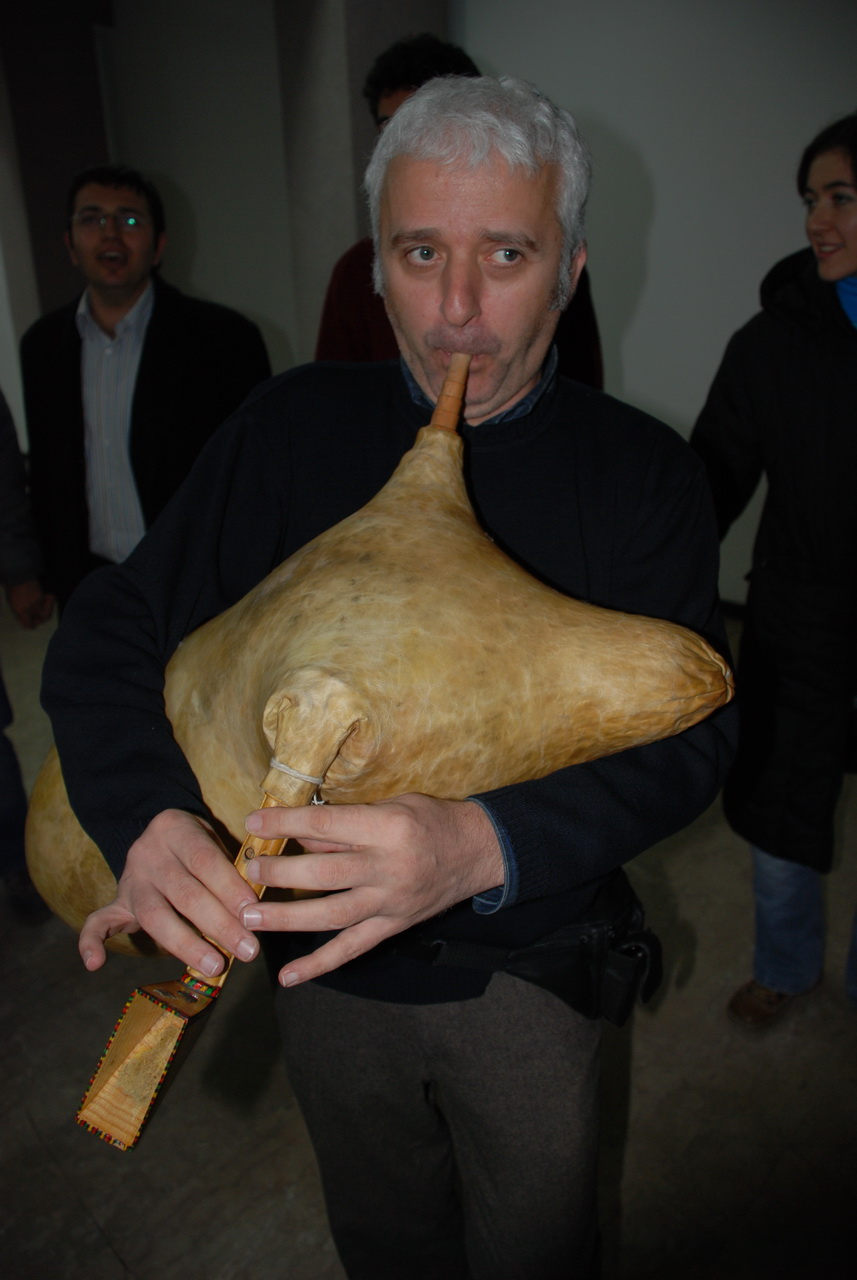
لاز الموسيقار بيرول Topaloglu اللعب 'تولوم'

تولوم (أو كودا (გუდა) باللغة الازية) هي آلة موسيقية ونوع من أنواع مزمار القربة من تركيا. يستعمل عادة من قبل شعوب اللاز والهيمشين ومن قبل اليونانيين البنطيين. يعتبر من الآلات المهمة في موسيقى بازار، أرديسن، فينديكلي، ارهافي، هوبا، وبعض المناطق الأخرى من أرتوين وريزه وطرابزون. وفي المحافظات الشمالية الشرقية من الأناضول.

## أصل الكلمة
تولوم تعني «الحاوي الجلدي» بلغة الخاكاس.[بحاجة لمصدر]

## وصلات خارجية
- تولوم اليونانيين البنطيين
- موسيقى ورقص اليونانيين البنطيين
- تسجيل قصيرة لالتولوم نسخة محفوظة 18 ديسمبر 2007 على موقع واي باك مشين. في تركيا
- تولوم نسخة محفوظة 13 مايو 2008 على موقع واي باك مشين. في تركيا